# Supercopa da Alemanha de 2023
A Supercopa da Alemanha de 2023 foi a 14ª edição da competição da Supercopa da Alemanha sob o nome DFL-Supercup, uma competição de futebol anual disputada pelos vencedores da Bundesliga e da Copa da Alemanha da edição passada. A partida foi disputada em 12 de agosto de 2023.
A partida única foi disputada entre o Campeão da Bundesliga de 2022–23 (Bayern de Munique) que tem o mando da partida contra o campeão da Copa da Alemanha de 2022–23 (RB Leipzig).

## Participantes
| Equipe            | Classificação                          |
| ----------------- | -------------------------------------- |
| Bayern de Munique | Campeão da Bundesliga de 2022–23       |
| RB Leipzig        | Campeão da Copa da Alemanha de 2022–23 |

## Detalhes da partida
Partida única
| 12 de agosto de 2022 | Bayern de Munique | 0 – 3     | RB Leipzig              | Allianz Arena, Munique                   |
| 20:45 (UTC+2)        |                   | Relatório | Olmo 3', 44', 68' (pen) | Público: 75 000 Árbitro: Bastian Dankert |

| Bayern Munich | RB Leipzig |

| GK            | 26 | Sven Ulreich        |     |     |
| RB            | 5  | Benjamin Pavard     | 14' | 46' |
| CB            | 2  | Dayot Upamecano     | 34' |     |
| CB            | 4  | Matthijs de Ligt    |     | 46' |
| LB            | 19 | Alphonso Davies     |     |     |
| CM            | 27 | Konrad Laimer       |     | 46' |
| CM            | 6  | Joshua Kimmich (c)  |     | 78' |
| RW            | 10 | Leroy Sané          |     |     |
| AM            | 42 | Jamal Musiala       |     |     |
| LW            | 7  | Serge Gnabry        |     |     |
| CF            | 39 | Mathys Tel          |     | 63' |
| Substitutes:  |    |                     |     |     |
| GK            | 43 | Tom Ritzy Hülsmann  |     |     |
| DF            | 3  | Kim Min-jae         |     | 46' |
| DF            | 40 | Noussair Mazraoui   |     | 46' |
| DF            | 41 | Frans Krätzig       |     |     |
| MF            | 8  | Leon Goretzka       |     | 78' |
| MF            | 38 | Ryan Gravenberch    |     |     |
| MF            | 45 | Aleksandar Pavlović |     |     |
| FW            | 9  | Harry Kane          |     | 63' |
| FW            | 11 | Kingsley Coman      |     | 46' |
| Manager:      |    |                     |     |     |
| Thomas Tuchel |    |                     |     |     |

| GK           | 21 | Janis Blaswich    |     |     |
| RB           | 39 | Benjamin Henrichs |     | 85' |
| CB           | 2  | Mohamed Simakan   |     |     |
| CB           | 4  | Willi Orbán (c)   |     |     |
| LB           | 22 | David Raum        |     |     |
| CM           | 13 | Nicolas Seiwald   |     |     |
| CM           | 24 | Xaver Schlager    |     |     |
| RW           | 20 | Xavi Simons       |     | 78' |
| LW           | 7  | Dani Olmo         | 71' | 78' |
| CF           | 11 | Timo Werner       |     | 64' |
| CF           | 17 | Loïs Openda       |     | 64' |
| Substitutes: |    |                   |     |     |
| GK           | 25 | Leopold Zingerle  |     |     |
| DF           | 16 | Lukas Klostermann |     | 85' |
| DF           | 23 | Castello Lukeba   |     |     |
| MF           | 10 | Emil Forsberg     |     | 78' |
| MF           | 18 | Fábio Carvalho    |     | 78' |
| MF           | 38 | Hugo Novoa        |     |     |
| MF           | 44 | Kevin Kampl       |     |     |
| FW           | 30 | Benjamin Šeško    |     | 64' |
| FW           | 9  | Yussuf Poulsen    |     | 64' |
| Manager:     |    |                   |     |     |
| Marco Rose   |    |                   |     |     |

| Assistant referees: René Rohde (Rostock) Marcel Unger (Hamburg) Fourth official: Tobias Reichel (Stuttgart) Video assistant referee: Tobias Welz (Wiesbaden) Assistant video assistant referee: Thorsten Schiffner (Konstanz) | Match rules - 90 minutes. - Penalty shoot-out if scores level. - Nine named substitutes, of which up to five may be used. |

## Campeão
| Campeão              |
| -------------------- |
| RB Leipzig 1º título |